# فرنسيس أوليفر هادوك
فرنسيس أوليفر هادوك (بالإنجليزية: Francis Oliver Haddock)‏ هو ضابط شرطة أمريكي، ولد في 14 نوفمبر 1892 في نيوتن في الولايات المتحدة، وتوفي في 3 فبراير 1934 في نيدهام في الولايات المتحدة.